# Transmallorca (equip ciclista)
L'equip Transmallorca va ser un equip ciclista espanyol que competí professionalment entre 1976 i 1979. De la seva estructura varen sortir diferents equips com el Novostil-Helios, el Henninger-Aquila Rossa i principalment el Kelme.
No s'ha de confondre amb l'equip Flavia-Gios.

## Principals resultats
- Gran Premi de Primavera: José Enrique Cima (1976)
- Volta a Catalunya: Vicent Belda (1979)
- Volta a la Regió de València: Vicent Belda (1979)

### A les grans voltes
- Volta a Espanya
  - 4 participacions (1976, 1977, 1978, 1979)
  - 4 victòries d'etapa:
    - 1 el 1976: Antoni Vallori
    - 1 el 1977: Luis Alberto Ordiales
    - 1 el 1978: Vicent Belda
    - 1 el 1979: Francisco Albelda

  - 0 classificació final:
  - 0 classificacions secundàries:

- Tour de França
  - 0 participacions

- Giro d'Itàlia
  - 0 participacions